# Керенский, Фёдор Михайлович
Фёдор Миха́йлович Ке́ренский (2 [14] февраля 1838, Керенка, Мокшанский уезд, Пензенская губерния, Российская империя — 8 июня 1912, Санкт-Петербург, Российская империя) — отец Александра Керенского, педагог, действительный статский советник, деятель просвещения, директор гимназий, глава Туркестанского учебного округа.

## Биография
Первым носителем фамилии Керенский был священник Покровской церкви г. Керенска Иосиф Дмитриевич, передавший свою фамилию сыновьям и их потомкам. Отец Фёдора — Михаил Иванович Керенский, был назначен в 1813 году диаконом в церковь села Керенки Городищенского уезда Пензенской губернии, с 1830 года стал священником, здесь и родился Фёдор Михайлович.
Фёдор окончил Пензенское духовное училище, а в 1858 г. по первому разряду (с отличием) Пензенскую духовную семинарию, но не стал, как его старшие братья Григорий и Александр, священником.
В 1854—1863 преподавал в Нижнеломовском духовном училище, а в 1863 году начал преподавать в Пензенском уездном училище.
С 1865 по 1869 учился на историко-филологическом факультете Казанского университета, затем преподавал русскую словесность, педагогику и латинский язык в различных учебных заведениях Казани.
С 1869 — преподаватель словесности в Казанской Первой классической гимназии, по совместительству, учитель в Казанской Мариинской женской гимназии .
С 1874 — инспектор Казанской классической гимназии, стал вторым лицом после директора.
В Казани Фёдор Керенский женился на Надежде Адлер (1854—1905) — дочери начальника топографического бюро Казанского военного округа. По отцовской линии Надежда Адлер была дворянкой русско-немецкого происхождения, а по материнской — внучкой крепостного крестьянина, который ещё до отмены крепостного права сумел выкупиться на волю и впоследствии стал богатым московским купцом.
В 1877—1879 годах Фёдор Михайлович Керенский был директором Вятской мужской гимназии.
В 1879 году в чине коллежского советника получил назначение на должность директора Симбирской мужской гимназии, сменил на посту Ивана Васильевича Вишневского.
С 1883 года — ещё и директор Симбирской женской Мариинской гимназии .
С 1887 года — действительный статский советник.
Самым известным воспитанником Фёдора Керенского стал Володя Ульянов (Ленин) — сын его начальника, директора симбирских училищ Ильи Николаевича Ульянова. Фёдор Михайлович Керенский поставил ему единственную четвёрку (по логике) в аттестате золотого медалиста 1887 года. Фёдор Михайлович Керенский был очень разочарован дальнейшим выбором Володи Ульянова, так как советовал ему поступать на историко-словесный факультет университета ввиду больших успехов младшего Ульянова в латыни и словесности.
Семьи Керенских и Ульяновых в Симбирске связывали дружеские отношения, у них было много общего в образе жизни, положении в обществе, интересах, происхождении. Фёдор Михайлович, после того как умер Илья Николаевич Ульянов, принимал участие в жизни детей Ульяновых.
В 1887 году, уже после того как был арестован и казнён Александр Ильич Ульянов, он дал брату революционера Владимиру Ульянову положительную характеристику для поступления в Казанский университет. В этом же году Ф. М. Керенский получил чин действительного статского советника, что давало право на потомственное дворянство.
В Симбирске в семье Керенских родились два сына — Александр и Фёдор (до них в Казани появлялись только дочери — Надежда, Елена, Анна).
С 2 мая 1889 по август 1910 — главный инспектор народных училищ Туркестанского края, с семьёй переехал в Ташкент, а затем возглавил Туркестанский учебный округ.
С августа 1910 — в отставке, жил в Санкт-Петербурге.
Умер в 8 июня 1912 года. Его тело перевезли в Ташкент и предали земле на Боткинском кладбище 17 июня 1912 г., рядом с могилами жены и старшей дочери.

## Награды
За заслуги в развитии народного образования Керенский награждён российскими орденами и орденом Золотой Звезды 1-й степени от Бухарского Эмира.

## Семья
Жена — Надежда Александровна Керенская (д. Адлер) (1854 — 05.1905 г., Ташкент) — бывшая ученица своего мужа, дочь начальника топографического бюро Казанского военного округа, подполковника Александра Алексеевича Адлера (1819—1882), потсдамского немца по происхождению, с отличием окончила Казанскую Мариинскую женскую гимназию и получила свидетельство домашней учительницы, внучка богатого московского купца, который оставил внучке значительное состояние.
Старший сын — Александр Керенский (1881—1970) — в 1917 году глава Временного правительства.
Младший сын — Фёдор Керенский (1883—1919), прокурор Ташкента с 1913 года, военный комиссар Туркестана (1917—1919). Убит красногвардейцами. Похоронен рядом с матерью в Ташкенте. Его вдова Нина Алексеевна эмигрировала через Крым в 1920 году.
Старшая дочь — Надежда Фёдоровна, в замужестве Сваричевская (1875—1911), жена главного архитектора Ташкента.
Средняя дочь — Елена Керенская (1877—1938), уроженка Казани, беспартийная, врач-хирург Шувалово-Озерковской амбулатории, проживала в Ленинграде, ул. Желябова, д. 5, кв. 64. Арестовывалась в 1922 году. Вторично арестована 5 марта 1935 года. Особым совещанием при НКВД СССР 9 марта 1935 года осуждена как «социально опасный элемент» на 5 лет ссылки. Отбывала срок в Оренбурге, врач-хирург Горздравотдела. Особым совещанием при НКВД СССР 16 мая 1935 года разрешено проживание в районе строительства Рыбинск-Углич. Арестована 5 июня 1937 года. Выездной сессией Военной коллегии Верховного суда СССР в Оренбурге 2 февраля 1938 года приговорена к расстрелу. Расстреляна в тот же день в Оренбурге.
Младшая дочь — Анна Фёдоровна, в замужестве Олферьева (1879—1946), жена адъютанта Командующего войсками Туркестанского военного округа, затем чиновника Министерства Иностранных Дел.
Внуки — Олег Керенский (1905—1984) — был мостостроителем; Глеб (1907—1990), был инженером; занимался переводом на английский язык книг своего отца.
Правнук — Олег (1930—1993) — балетный и театральный критик.